# Réaction de Favorskii
Ne doit pas être confondu avec Réarrangement de Favorskii.
La réaction de Favorskii est une réaction de chimie organique entre un alcyne et un groupe carbonyle, en milieu basique.  Elle  a été découverte au début des années 1900 par le chimiste russe Alexei Yevgrafovich Favorskii.
Lorsque le carbonyle est un aldéhyde (R"=H), un réarrangement se produit et conduit à une énone. Lorsque ce réarrangement est catalysé par un acide, il s'appelle le réarrangement de Meyer–Schuster. 

## Mécanisme et utilité
L'alcyne réagit avec une base forte telle qu'un hydroxyde ou un alcoolate, pour former un acétylure de métal : 
1. HC≡CH + KOH ⇌ HC≡CK + H2O
2. RR'C = O + HC≡CK ⇌ RR'C (OK) C≡CH

L'acétylure de métal réagit alors avec un aldéhyde ou une cétone pour former un dérivé de l'alcool propargylique.  Lorsque le carbonyle de départ était un aldéhyde, le dérivé de l'alcool propargylique se tautomérise pour former l'énone correspondante. 
Les molécules susceptibles de subir une réaction de Favorskii sont limitées  car l'utilisation d'un excès de base sur le carbonyle peut conduire à une aldolisation comme réaction majoritaire. La réaction nécessite ainsi souvent l'utilisation de solvants spéciaux, tels que le DMSO ou le diméthoxyéthane avec une trace d'éthanol. 
Les bases d'hydroxyde sont peu coûteuses par rapport à la production d'un alcoolate ou d'un acétylure avec des réactifs tels que le lithium, le sodium ou le potassium métallique.  De plus, les conditions de réaction strictes utilisées par la plupart des solutions de remplacement, telles que l'absence d'humidité et d'oxygène sont moins importantes, ce qui facilite la réaction. 

## Groupe protecteur
Cette réaction est utilisée pour protéger les alcynes : l'alcyne est soit converti grâce à l'acétone en 2-hydroxyprop-2-yl-alcyne ou un alcyne protégé peut être synthétisé directement à l'aide du 2-méthyl-but-3-yn-2-ol disponible dans le commerce comme source d'alcyne.  Le groupe protecteur peut être éliminé en chauffant le composé dans une solution d'hydroxyde de potassium dans du propan-2-ol (réaction rétro-Favorskii). 